# Кораблев, Иван Гурьевич
Иван Гурьевич Кораблев (6 октября 1902, Бритово, Нижегородская губерния - 9 июня 1983, Арзамас, РСФСР) — советский музейный работник, партийный деятель, участник Великой Отечественной войны. Первый директор Арзамасского краеведческого музея.

## Биография
Родился 6 октября 1902 года в селе Бритово Арзамасского уезда Нижегородской губернии (ныне Шатковского района Нижегородской области) в многодетной семье крестьянина-середняка.
В 1906 году семья перебралась в г. Нижний Новгород. Там отец Ивана работал столяром в Нижегородском графа Аракчеева кадетском корпусе, а семья жила в комнате в рабочей казарме.
Иван окончил 4-классную народную школу. Работать начал с 15 лет учеником наборщика в типографии.
С 1920 по 1922 годы жил в городе Оренбурге, здесь в июне 1920 года вступил в РКСМ, а в марте 1922 г. — в РКП(б). По партийному поручению переехал в г. Петропавловск Акмолинской области, где работал ответственным секретарём горрайкома РКСМ, делопроизводителем горрайкома РКП(б), секретарём политчасти городской милиции.
С 1923 г. по 1936 г. жил в Ленинграде. В 1930 году окончил литературное отделение Ленинградского государственного университета, после продолжил учёбу в аспирантуре Института речевой культуры г. Ленинград.
С декабря 1936 года жил и работал в Арзамасе. Работал преподавателем литературы и завучем в Арзамасском педагогическом училище им. Горького. С июня 1941 года по август 1946 года — в армии: агитатор 94-го запасного стрелкового полка, слушатель Высшего военно-педагогического института Красной Армии, агитатор политотдела 65-й армии 2 Белорусского фронта, инструктор по самообразованию гарнизонного дома офицеров в Северной группе войск в Германии.
Вернувшись из армии, жил и работал в Арзамасе: преподаватель русского языка и литературы Арзамасского педагогического училища им. Горького (1946—1948 гг.), Арзамасского военного училища связи (1948—1950 гг.), начальник отдела кадров торга, заведующий кабинетом основ марксизма-ленинизма Арзамасского государственного педагогического института (1950—1954 гг.).
Избирался депутатом Арзамасского городского совета с 1947 по 1950 гг.
В связи с созданием Арзамасской области был назначен уполномоченным Совета по делам Русской православной церкви при Совете Министров СССР по Арзамасской области (1954—1957 гг.), директор Арзамасского краеведческого музея (1957—1960 гг.).
С 1960 года на пенсии.

### Общественная и партийная деятельность
Когда его назначили директором открывающегося краеведческого музея, под здание музея была передана полуразрушенная Ильинская церковь с худой крышей, грудами щебня на полу, покосившимися дверями и заколоченными окнами. В Трапезной части храма были  частично разобраны стены для бывшего гаража.
Для сбора экспонатов Иван Гурьевич ездил на «попутках» по центральной части РСФСР.
Именно он сумел договориться с московскими и ленинградскими коллекционерами о поступлении новых экспонатов в создаваемый музей. При нём начался процесс передачи из фондов Горьковского государственного историко-архитектурного музея-заповедника части предметов ранее собранных на территории Арзамаса и южных районов Горьковской области.
Иван Гурьевич был инициатором создания на базе музея картинной галереи. Над концепцией и планом развития музея И.Г.Кораблев работал совместно с кандидатом искусствоведения П.Е. Корниловым.Благодаря их совместной работе Арзамасский историко-художественный музей является хранителем большой коллекции шедевров мирового искусства. Среди них картины Василия Григорьевича Перова, Александра Васильевича Ступина, Николая Андреевича Кошелева, Николая Михайловича Алексеева, Николая Ефимовича Рачкова и многих других. Иконы написанные в живописных мастерских Серафимо-Понетаевского и Серафимо-Дивеевского монастырей.
Во время руководства музеем И. Г. Кораблёва начали формироваться коллекции живописи, графики, ткани, мебели, фарфора, декоративно-прикладного искусства.
В 1957 году начался ремонт здания бывшей Ильинской церкви, сейчас оно является объектом культурного наследия федерального значения. К сожалению, денег на реставрацию культового здания выделяли мало. Рабочих постоянно снимали для более важных работ. Кроме того, чтобы купить любые строительные материалы, нужно было бегать по кабинетам за разрешением на покупку кирпичей, цемента, раствора, досок и т. д. Ивану Гурьевичу приходилось убеждать общественность и руководство, в необходимости для города иметь краеведческий музей.
В 1957—1959 годах Иван Гурьевич входил в состав комиссии по реставрации Воскресенского собора г. Арзамаса.
Активный лектор общества «Знание». Убеждённый атеист и марксист, искренне верил, что все люди могут быть хорошими. Как участник Великой Отечественной войны, выступал в школах, техникумах, ПТУ, учреждениях‚ и предприятиях города с воспоминаниями.
Член Всесоюзного общества охраны памятников истории и культуры. Находясь на пенсии вёл активную деятельность по пропаганде культурного наследия народов СССР.
Был одним из основателей музея комсомола в городе Арзамасе.
Делегат съездов музейных сотрудников СССР.
Умер 9 июня 1983 года. Похоронен на Тихвинском кладбище города Арзамаса.

### Семья
Жена Ольга Ивановна Кораблева (1906 г.р. г. Елабуга) - дочь Елабужского дворянина Ивана Железнова.

## Награды
Орден Отечественной войны II степени (1944 г.);
Медаль «За трудовую доблесть» (28.10.1967 г.) - за активное участие в Великой Октябрьской социалистической революции, гражданской войне и в борьбе за установление Советской власти в 1917 — 1922 гг., в связи с пятидесятилетием Великого Октября;
Медаль «За победу над Германией в Великой Отечественной войне 1941—1945 г.г.» (1945 г.);
Медаль «За доблестный труд. В ознаменование 100-летия со дня рождения Владимира Ильича Ленина» (1970);
Медаль «Ветеран Труда»;
Знак «50 лет пребывания в КПСС»(1981);
юбилейные медали.